# 阿尔托丰泰
阿尔托丰泰（義大利語：Altofonte），是意大利西西里大区巴勒莫广域市的一个市镇。总面积35平方公里，人口10208人，人口密度291.7人/平方公里（2009年）。ISTAT代码为082005。